# Албрехт III фон Вернигероде
Албрехт III фон Вернигероде (на немски: Albrecht III von Wernigerode; † сл. 1214) е граф на Вернигероде (1173 – 1214) и фогт на Дрюбек в Илзенбург.

## Произход
Той е единственият син на граф Албрехт II фон Вернигероде († сл. 1179) и съпругата му Аделхайд фон Люхов? († сл. 1157). Внук е на граф Бертолд фон Вернигероде († 1126), граф в Дерлингау, Остфалия, Хаймар, Вернигероде, Ахайм, и правнук на Албрехт I фон Вернигероде († сл. 1141), граф в Дерлингау, Остфалия, Хаймар, Вернигероде.

## Фамилия
Албрехт III фон Вернигероде се жени за фон Кверфурт, дъщеря на Бурхард II фон Кверфурт, бургграф на Магдебург († сл. 4 октомври 1177) и Мехтилд фон Глайхен-Тона († ок. 1200). Те имат седем деца:
- Конрад I († сл. 1253), граф на Вернигероде в Амбергау, шериф на Дрюбек, женен за Хедвиг/Хадевиг († 1252)
- Бертолд († сл. 1230), граф в Амбергау, шериф на Илзенбург
- Гебхард I († сл. 14 юли 1270), граф в Дерлингау и Нордтюринггау, женен за Луитгард († сл. 1259)
- Бурхард († сл. 1234)
- Албрехт († 15 юни 1264), домхер на Св. Себастиан (1221), приор на Св. Себастиан (1225), приор на Св. Себастиан (1227 – 1236), катедрален приор на Магдебург (1239 – 1264)
- Кунигунда фон Вернигероде († сл. 1233), омъжена сл. 1215 г. за граф Бернхард II фон Вьолпе († 1221)
- Бурхард Млади († 1 декември 1254), каноник в Гослар
- дъщеря, омъжена за Хайнрих фон Хелдрунген († 1226)